# فاسيل كريتشيفسكي
فاسيل هريهوروفيتش كريتشيفسكي (بالأوكرانية: Василь Григорович Кричевський؛ 12 يناير 1873 - 15 نوفمبر 1952) كان رساماً أوكرانياً، ومعمارياً، وباحثاً فنياً، ومصمم جرافيك، ومستشاراً لفن الأفلام، ومعلماً، وحاصل على ماجستير في الفنون التطبيقية والفنون الزخرفية. وهو مصمم شعار الدولة الأوكراني وأختام الدولة والأوراق النقدية لعام 1918. وهو شقيق الرسام الأوكراني فيدير كريتشيفسكي.

## سيرته الشخصية
ولد فاسيل كريتشيفسكي في قرية فوروجبا بالقرب من ليبيدين لعائلة مكونة من ثمانية أطفال كان هو أكبرهم. وكان والده هريهوري ياكيموفيتش كريتشيفسكي طبيباً حكومياً في المقاطعة من أصل يهودي، ثم تحول إلى المسيحية الأرثوذكسية وتزوج من امرأة أوكرانية تدعى براسكوفيا هريوريفنا.

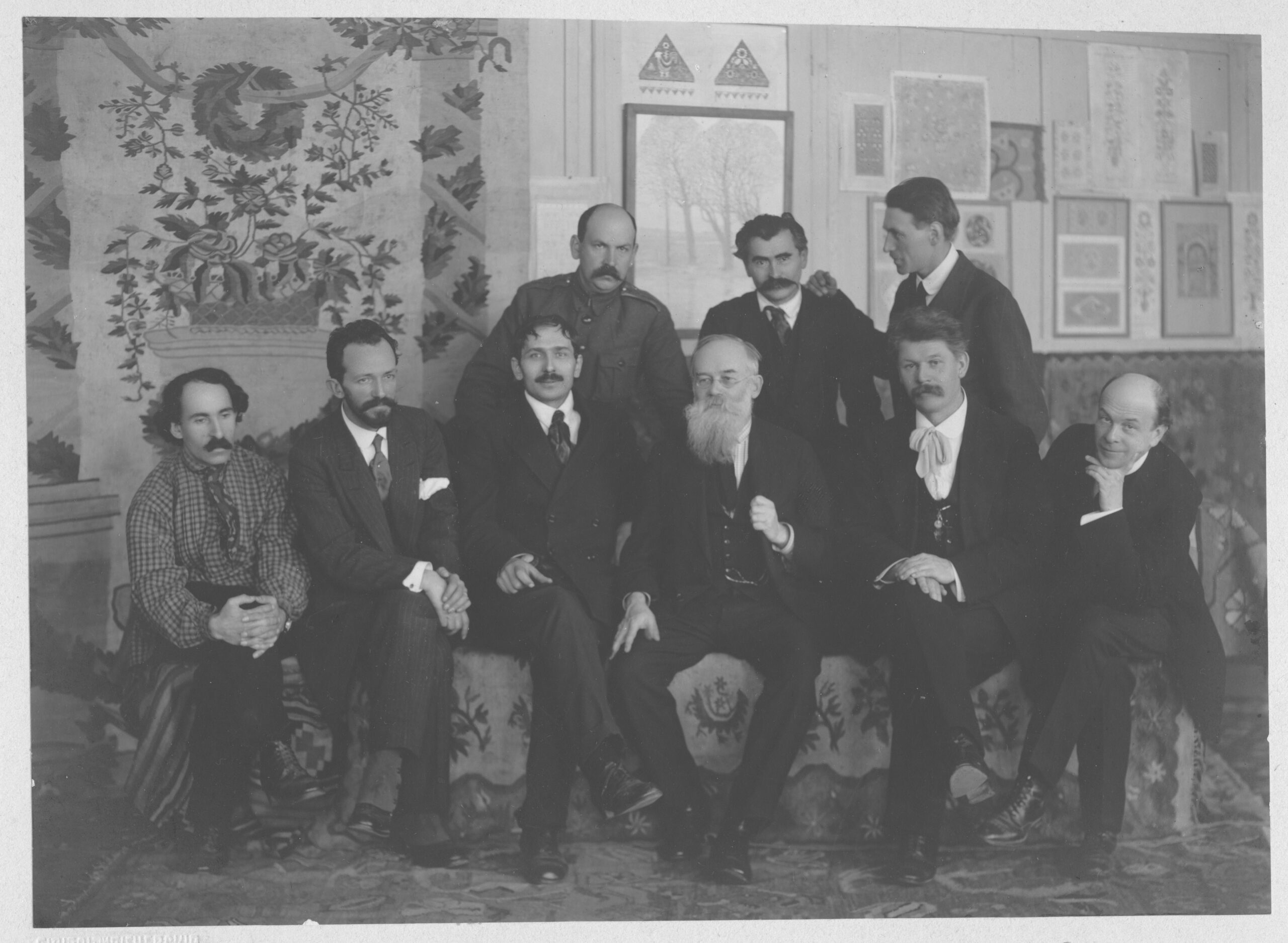
مؤسسو أكاديمية الفنون الأوكرانية في 1917. من اليسار، الجالسون: أبرام مانيفيتش، أولكسندر موراشكو، فيدير كريتشيفسكي، ميخايلو هروشيفسكي، إيفان ستيشينكو، ميكولا بوراتشيك، الواقفون: هيورهي ناربوت، فاسيل كريتشيفسكي، ميخايلو بويشوك.

تلقى كريتشيفسكي تعليماً رسمياً متواضعاً، لكنه كان لديه اهتمام عميق بالفولكلور الأوكراني وتاريخ الفن. وكان أحد مؤسسي وعمداء أكاديمية الدولة الأوكرانية للفنون أثناء الحرب العالمية الأولى. وعمل بالتدريس في معهد كييف للفنون التشكيلية، ومعهد كييف المعماري خلال عشرينيات القرن الماضي. وكان من بين طلابه – جوزيف كاراكيس، الذي تعلم من كريتشيفسكي «التصميم الداخلي للمباني السكنية والعامة» وكذلك تقنيات الرسم. ثم عمل كريتشيفسكي مدرساً في مدرسة أوديسا للفنون وعمل في قسم الهندسة المعمارية في معهد كييف الحكومي للفنون حتى 1941.
انتقل كريتشيفسكي إلى لفيف في 1943 حيث تعين عميداً لمدرسة الفنون الأوكرانية الجديدة، والتي أصبحت في النهاية أكاديمية لفيف الوطنية للفنون. ثم عاش لفترة وجيزة في باريس بعد الحرب العالمية الثانية، قبل أن يهاجر إلى أمريكا الجنوبية في 1948. وتوفي في كاراكاس، عاصمة فنزويلا، في 15 نوفمبر 1952.

## سيرته الفنية
اكتسب كريتشيفسكي شهرة عامة لأول مرة في 1903 عندما فاز بالمسابقة المعمارية لبناء مبنى بولتافا زيمستفو (متحف بولتافا للدراسات الإقليمية حالياً). واعتمد تصميمه للمبنى على تقاليد العمارة الشعبية الأوكرانية.
ورسم ما مجموعه حوالي 3000 لوحة ورسومات وتصميمات زخرفية وأغلفة كتب خلال عمله كرسام. وتأثر عمله بالانطباعية الفرنسية.
صمم كريتشيفسكي بتصميم شعارات الدولة وأختام جمهورية أوكرانيا الشعبية بالإضافة إلى الأوراق النقدية للجمهورية بناءً على طلب الرئيس ميخايلو هروشيفسكي. كان كريتشيفسكي جامعاً وطالباً للفنون الشعبية الأوكرانية، وكان يروج لمثل هذه الحرف اليدوية بين عامة الناس.
صمم كريتشيفسكي مجموعات وأزياء لأكثر من 15 مسرحية وأوبرا بما في ذلك «بوهدان خميلنيتسكي» لميخايلو ستاريتسكي و«العروس المقايضة» لبدرجيخ سميتنا وذلك من 1907 إلى 1910. وعمل مع المسرح الوطني الأوكراني من 1917 إلى 1918.
عمل كريتشيفسكي في العديد من المشاريع، مع مهندس معماري أوكراني آخر هو بيترو كوستيركو حيث أعادا بناء مبنى إدارة محافظة بولتافا السابق في 1960. تُعرض بعض أعمال كريتشيفسكي في الخارج، وأكبر مجموعة من أعماله تُعرض في المتحف الأوكراني في نيويورك.

## معرض الصور

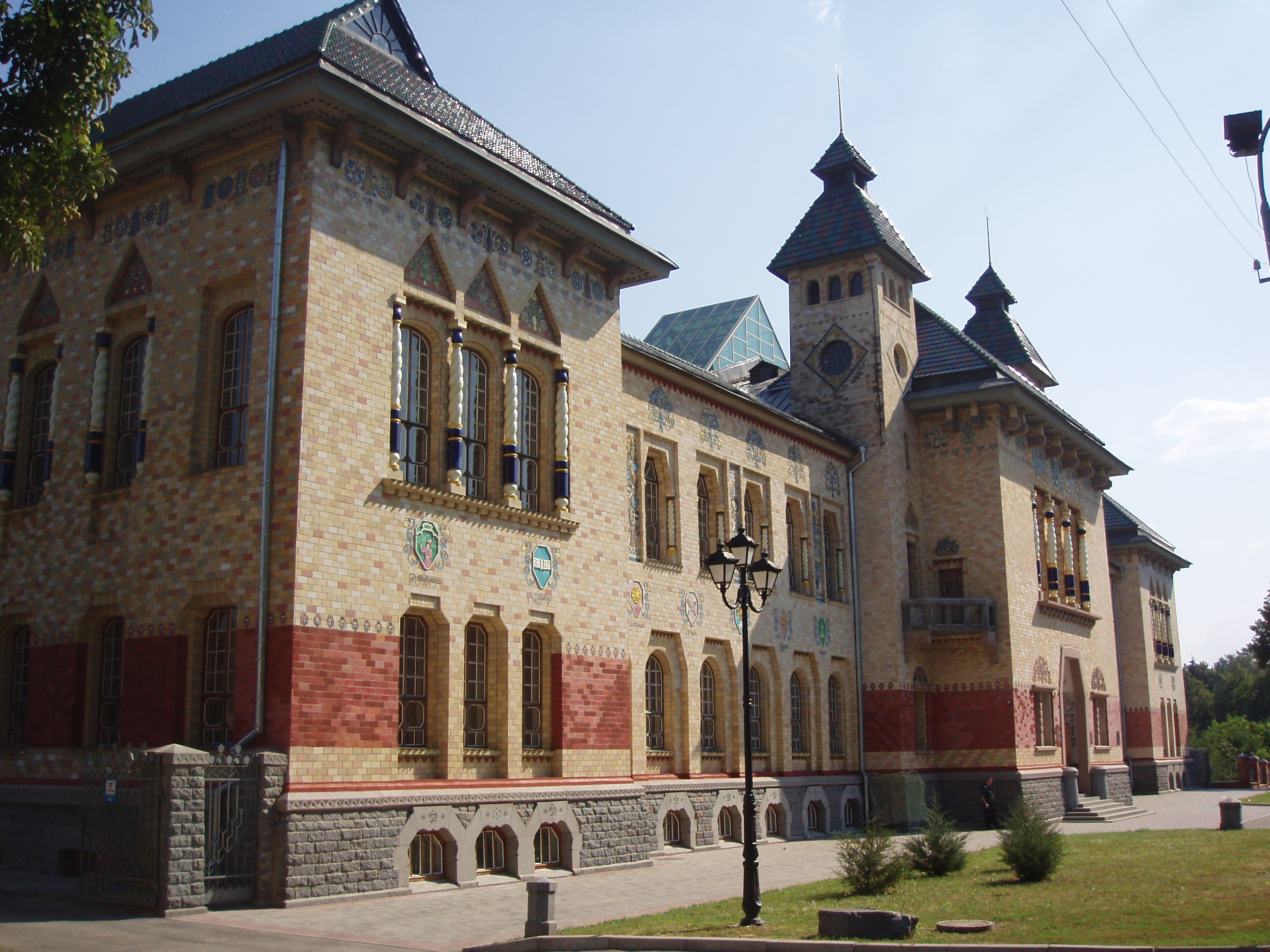
مبنى إدارة محافظة بولتافا، 1903
شعار أوكرانيا، 1917
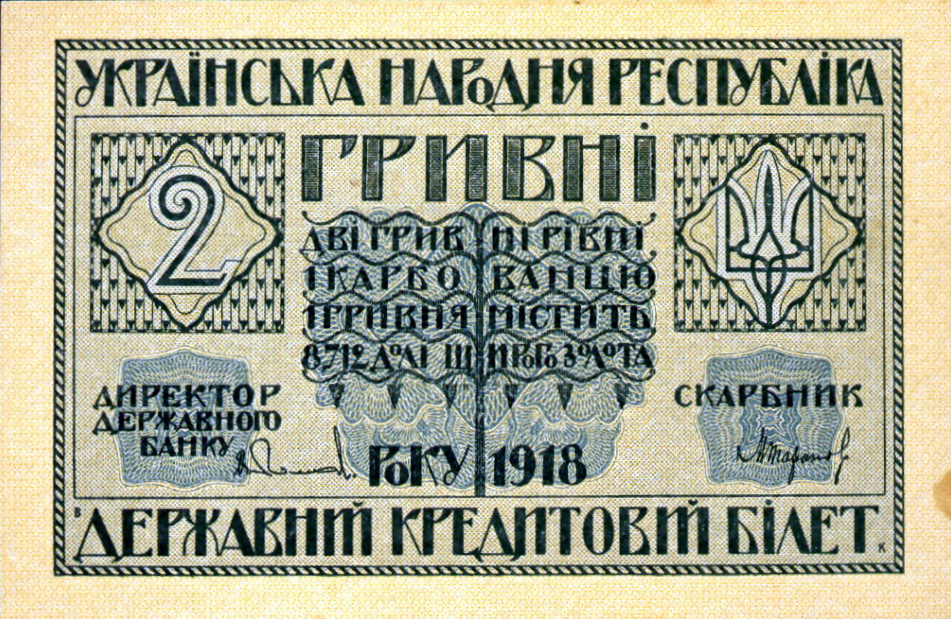
ورقتان نقديتان من فئة الهريفنا، 1918
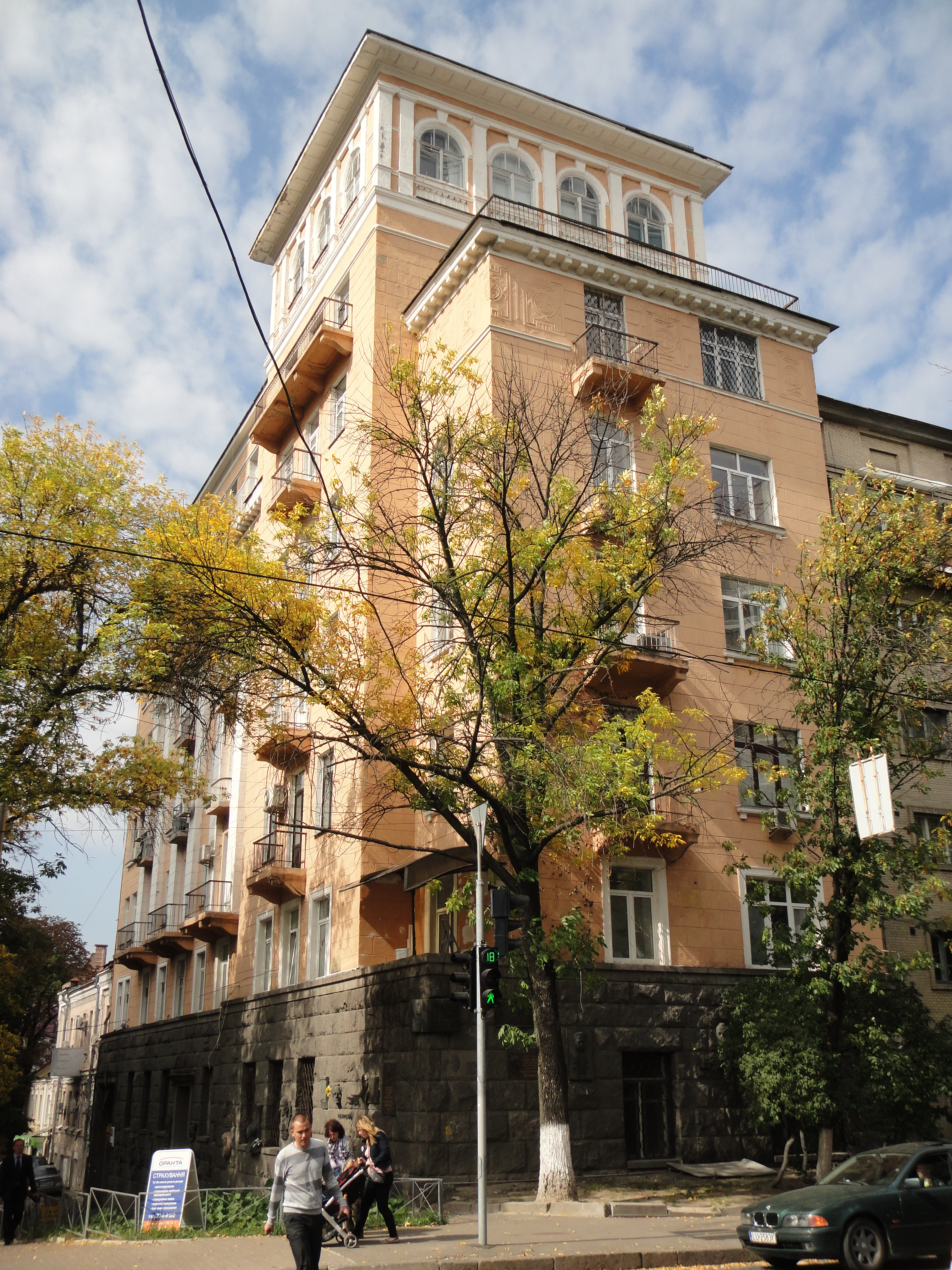
مبنى روليت للكتاب بُني بالاشتراك مع بيترو كوستيركو
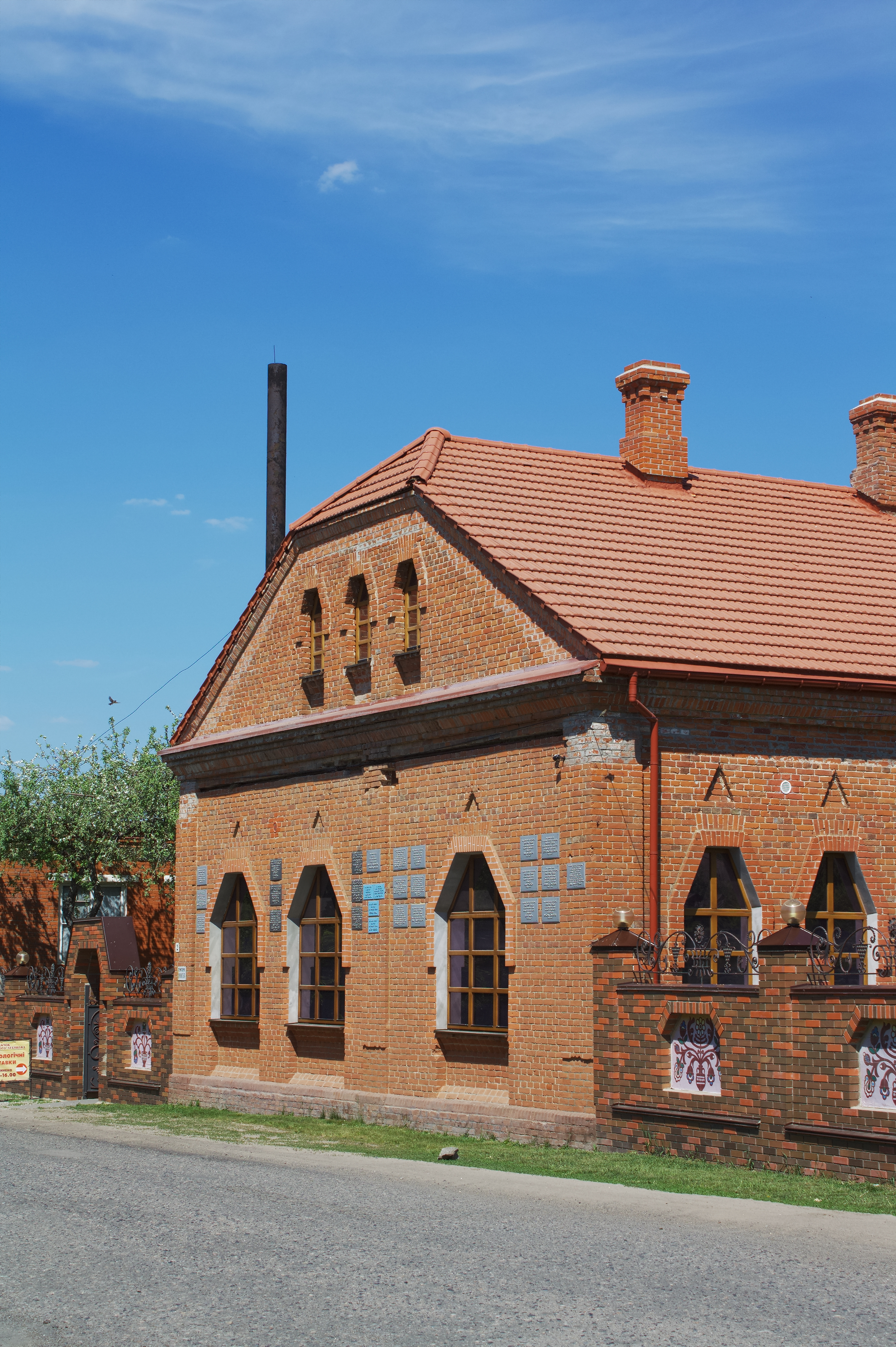
مركز التدريب والمعارض لصناعة الفخار (بولتافا)، 1916
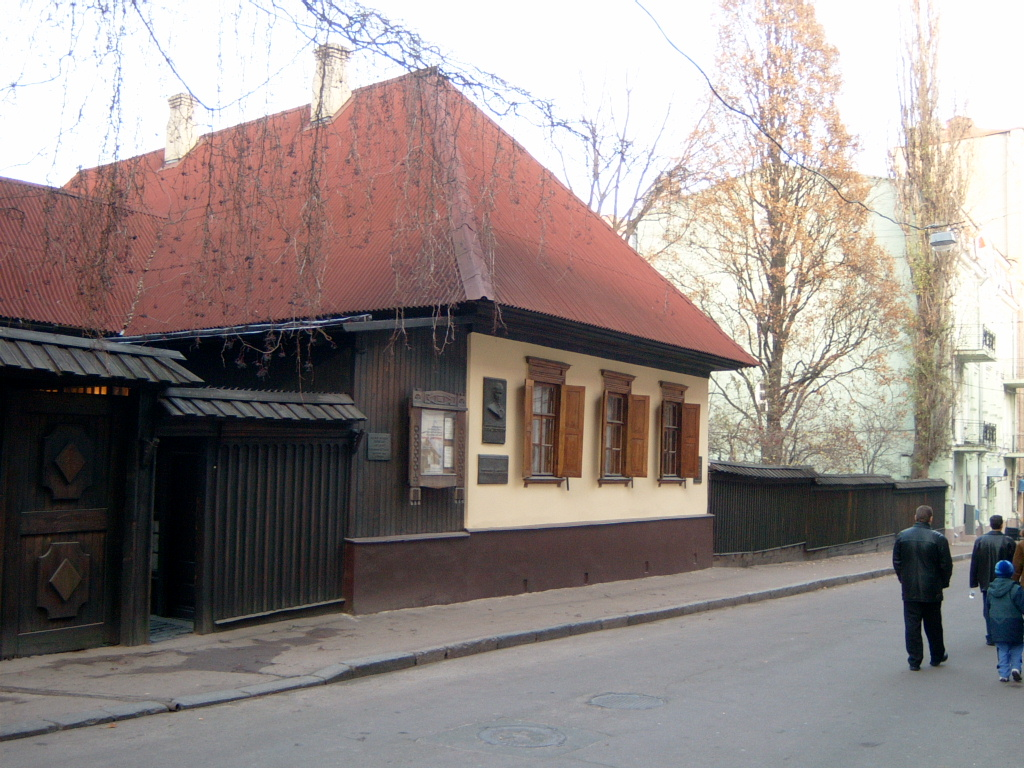
متحف شيفتشينكو، 1928
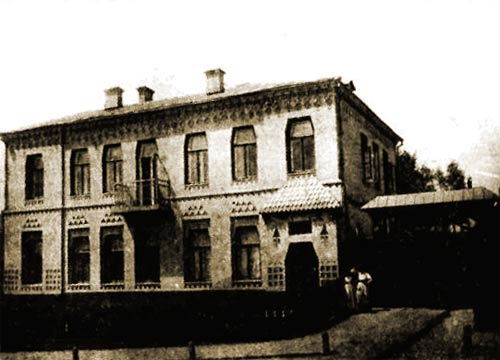
مبنى شيتكيفسكي، 1908
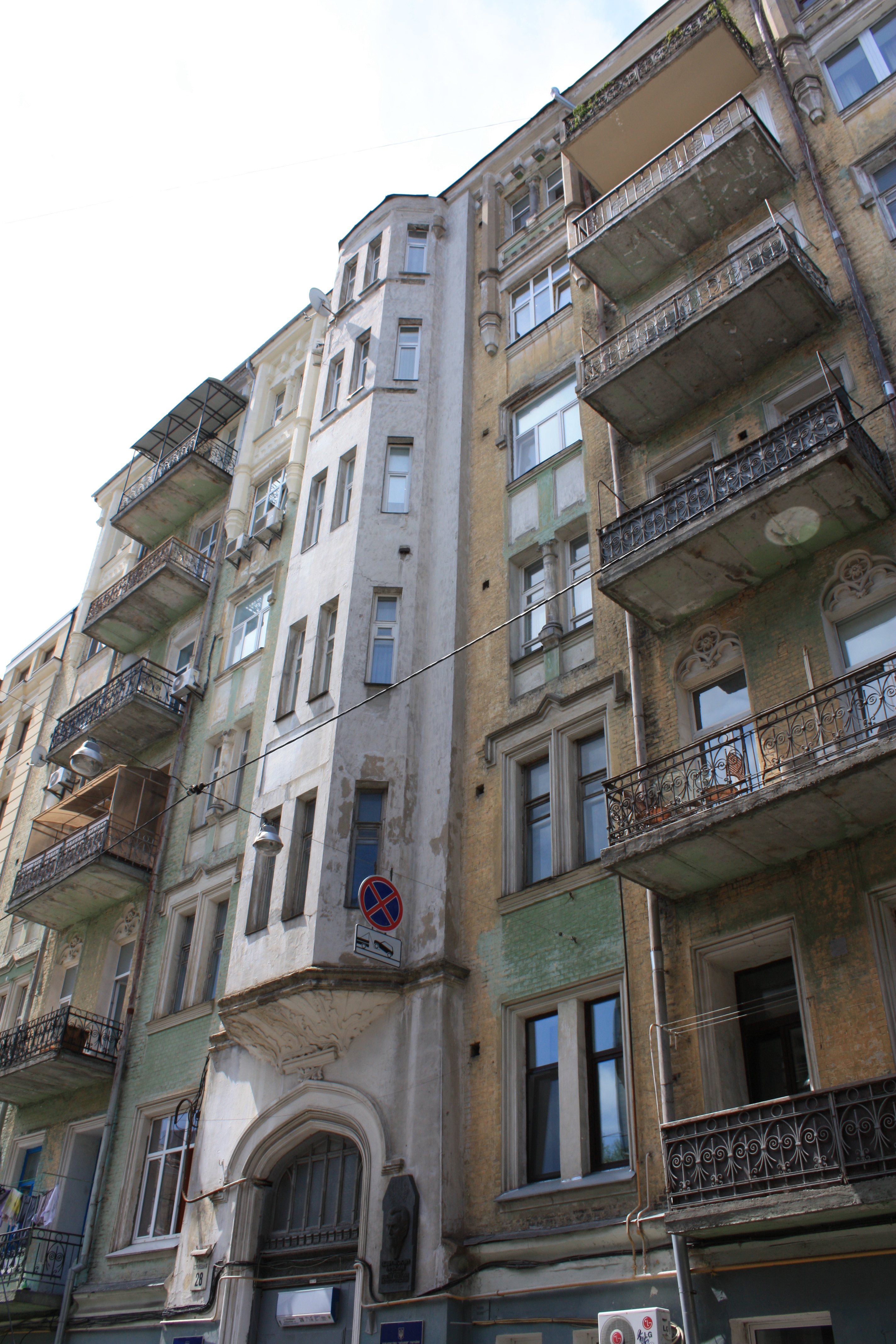
مجمع كييف السكني

## للاستزادة
- Vadim Sherbakivskiy. Vasyl Krychevsky. London, 1954.
- Vasyl Krychevsky. Jubilee exhibition. Catalogue. New-York, 1973.
- Vadim Pavlovsky. Vasyl H. Krychevsky. Life and Work. New York, 1974.